# 미할 수하네크
미할 수하네크(체코어: Michal Suchánek, 1965년 7월 25일~)는 체코의 배우이다.
이친에서 태어났다.

## 영화
- 올드-타이머스 (2019년)
- 안드로메다의 위기 (2008년)
- 에이리언 VS. 프레데터 2 (2007년) - 닉 역
- 마스터즈 오브 호러 시즌 2 에피소드 6 - 죽음의 모피 코트 (2006년)
- 빅 브라더 트러블 (2000년)
- 뉴욕 대지진 (1999년)
- 더티 시크릿 (1998년)